# Gebhard Poltera
Gebhard Poltera, född 14 december 1923 i Arosa, död 11 november 2008 i Arosa, var en schweizisk ishockeyspelare.
Poltera blev olympisk bronsmedaljör i ishockey vid vinterspelen 1948 i Sankt Moritz.